# Добрые сердца и короны
«Добрые сердца и короны» (англ. Kind Hearts and Coronets) — британская «чёрная комедия» производства Ealing Studios (1949), поставленная Робертом Хеймером по мотивам романа Роя Хорнимана «Израэль Рэнк: Автобиография преступника» (1907).

## Сюжет
Действие происходит в Викторианскую эпоху. Луис Мадзини — сын итальянского оперного певца и дочери английского герцога Челфонта. За связь с безродным иностранцем его мать была подвергнута остракизму своими аристократическими родственниками. После смерти матери Луис, взращённый ею в бедности, поклялся отомстить за себя и за неё. Ему приходит в голову, что от наследования герцогского титула его отделяют всего восемь человек. Шесть из них он отправляет в мир иной самыми невероятными и хитроумными способами, а ещё двое уходят из жизни без его помощи.
Беззастенчивый и аморальный оппортунист, Мадзини берёт в жёны добродетельную вдову одного из убитых. Однако он не подозревает, что идеализированная им девушка, в которую он был тайно влюблён ещё подростком, окажется более расчётливой и циничной, чем он сам. Когда наконец он обретает долгожданный титул и въезжает в фамильный замок Челфонтов, брошенная им красотка начинает шантажировать его. Из-за её махинаций Палата лордов приговаривает герцога к смертной казни — но, по иронии судьбы, за то убийство, которого он не совершал…

## Значение
В своё время фильм вызвал сенсацию тем, что Алек Гиннесс сыграл в нём всех 8 родственников главного героя (в том числе женского пола). Американские цензоры сочли комедию о 8 убийствах настолько ядовитой и циничной, что не пускали её в национальный прокат до тех пор, пока не был переснят финал.
Британский институт кино относит «Добрые сердца и короны» к числу 6 величайших фильмов в истории британского кинематографа. В 2006 году компания Criterion Collection выпустила ленту на DVD.

## В ролях

Восемь членов семейства Даскойнов, которых сыграл Алек Гиннесс

- Деннис Прайс — Луис Д'Аскойн Мадзини / отец Луиса
- Валери Хобсон — Эдит
- Джоан Гринвуд — Сибелла
- Алек Гиннесс — Этельред Д'Аскойн, герцог Челфонтский / лорд Аскойн Д'Аскойн / преподобный лорд Генри Д'Аскойн / генерал лорд Руфус Д'Аскойн / адмирал лорд Горацио Д'Аскойн / юный Аскойн Д'Аскойн / юный Генри Д'Аскойн / леди Агата Д'Аскойн
- Одри Филдс — Мама
- Майлс Маллесон — палач
- Клайв Мортон — начальник тюрьмы
- Джон Пенроуз — Лайонел
- Сесил Ремедж — обвинитель
- Хью Гриффит — лорд-распорядитель
- Джон Сэлью — мистер Перкинс